# Brisas da Mata
Brisas da Mata é um bairro da cidade brasileira de Goiânia, localizado na região noroeste do município.
O bairro situa-se próximo ao Terminal Recanto do Bosque. Segundo dados da Prefeitura de Goiânia, o Brisas da Mata faz parte do 59º subdistrito de Goiânia, chamado de Finsocial. O subdistrito abrange, além dos dois bairros, o Recanto do Bosque, Estrela D'Alva, Parque Tremendão, Morada do Sol e Recreio Panorama.
Segundo dados do Instituto Brasileiro de Geografia e Estatística (IBGE), divulgados pela prefeitura, no Censo 2010 a população do Brisas da Mata era de 3 947 pessoas.